# Pariambus typicus
Pariambus typicus är en kräftdjursart som först beskrevs av Henrik Nikolai Krøyer 1844.  Pariambus typicus ingår i släktet Pariambus och familjen Pariambidae. Arten är reproducerande i Sverige. Inga underarter finns listade i Catalogue of Life.

## Bildgalleri

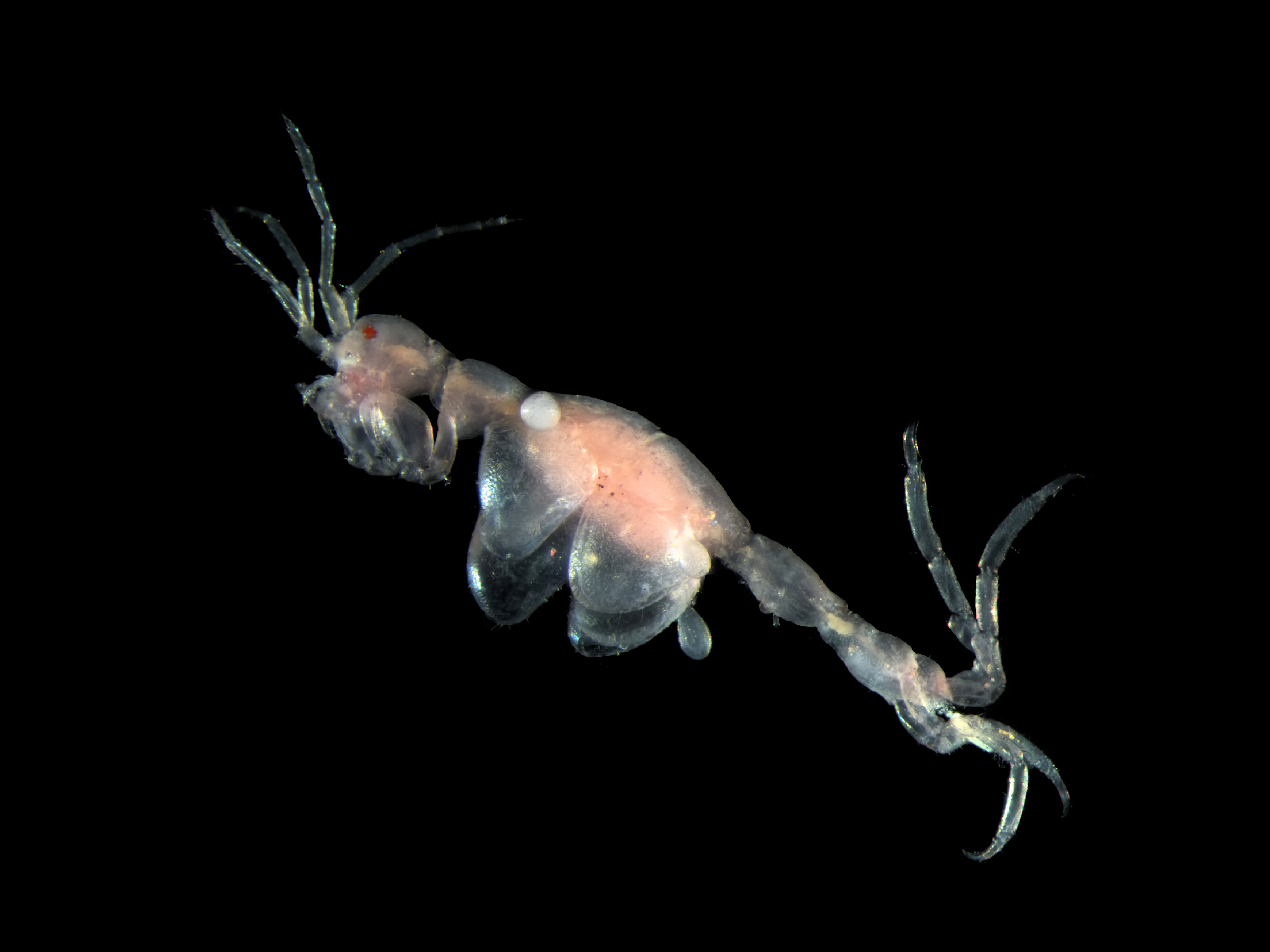
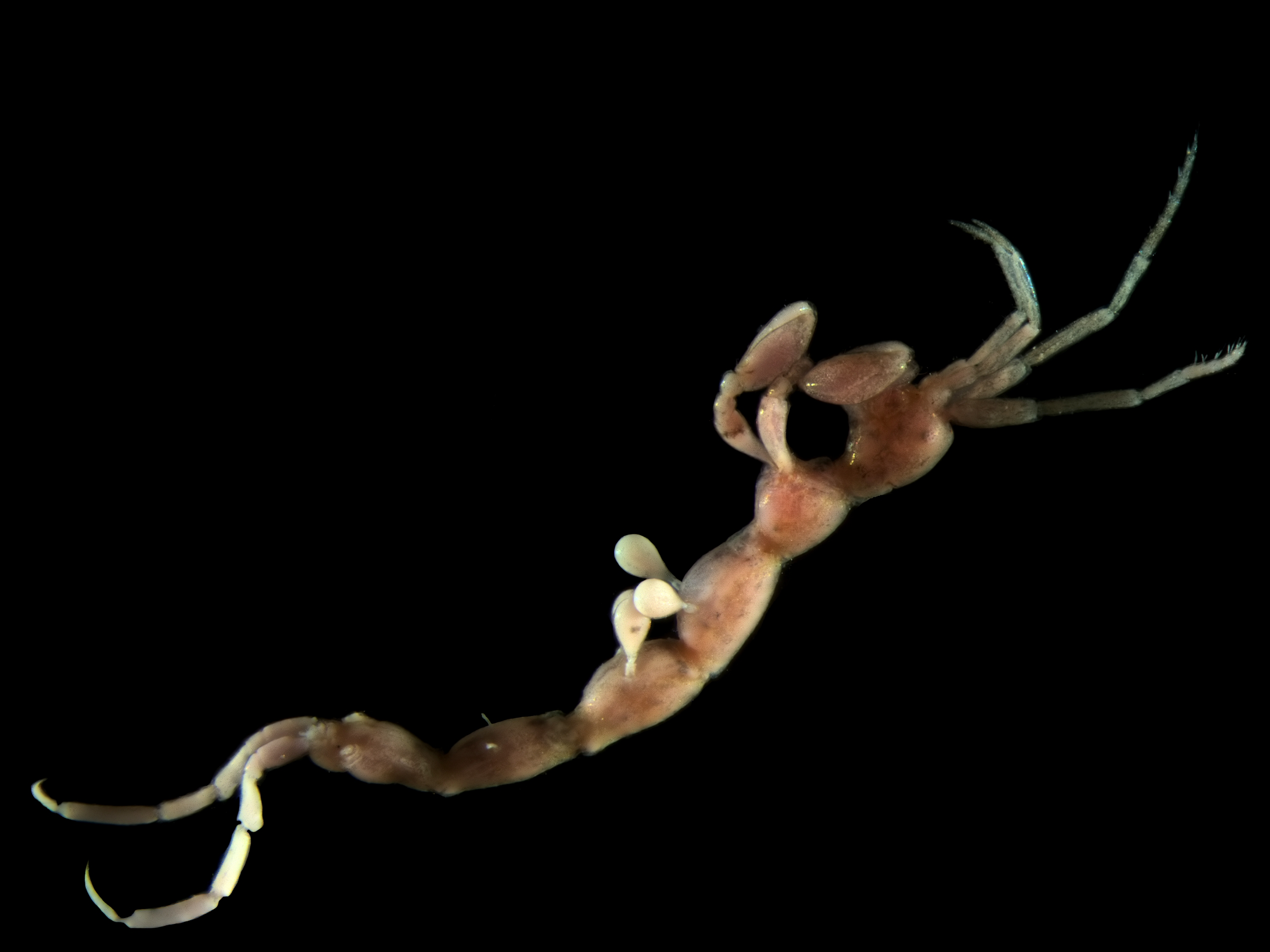